# ALK-Abelló
ALK-Abelló (NASDAQ OMX: ALK B) er en danskbaseret international virksomhed, der forsker i allergi og producerer vacciner hertil. Virksomheden har hovedkontor i Hørsholm nord for København og er listet på OMX København. Den har datterselskaber i Europa og i USA.
ALK-Abellós mest banebrydende produkt er græsallergivaccinen, der er den første tabletbaserede af sin slags.